# トリトナール

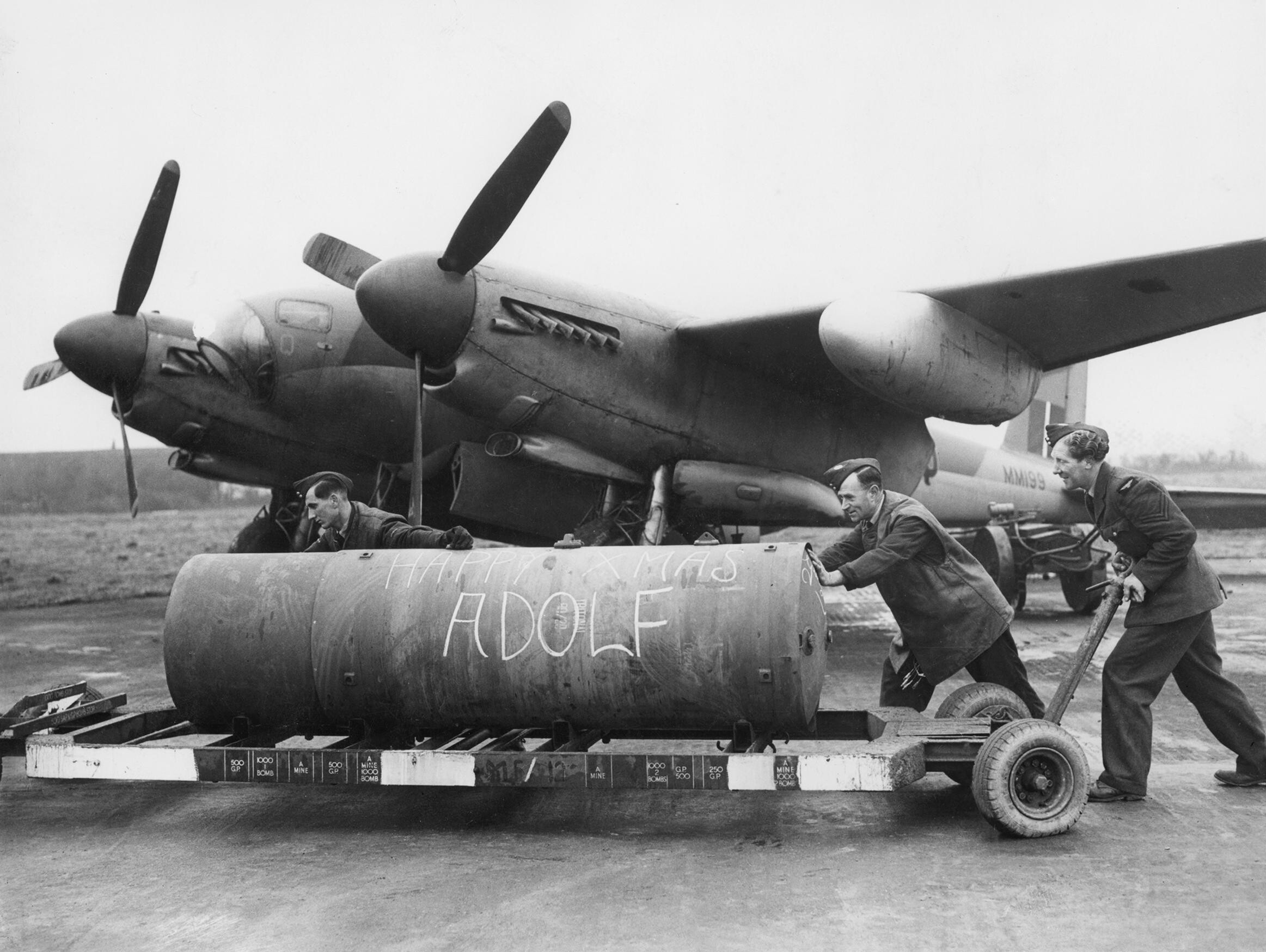
英空軍のデ・ハビランドモスキートに搭載される4,000ポンド（1.8トン）HC爆弾。1944年頃。チョークで書かれた「ADOLF」の「O」の部分に充填されている炸薬を示す「TRITONAL 80/20」の標示が見て取れる。

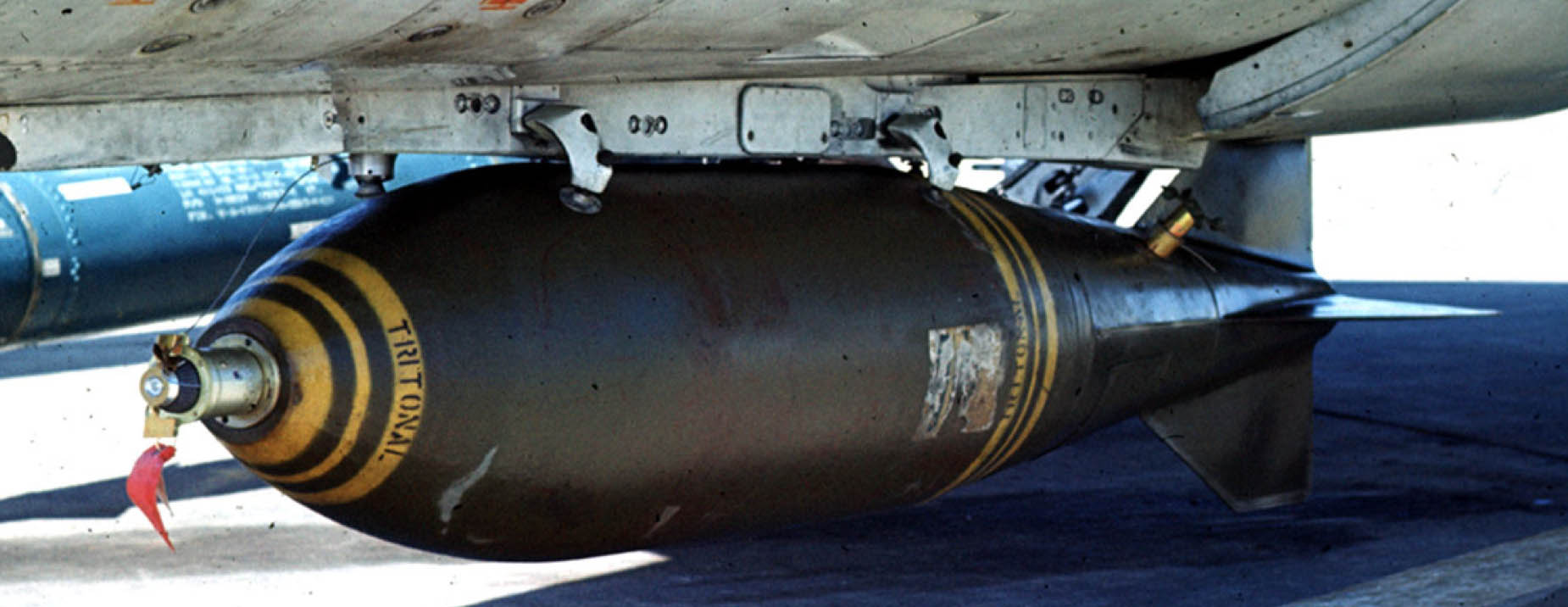
750ポンド（340 kg）M117爆弾。充填されている炸薬の種類を示す「TRITONAL」の標示が先端部にされている。

トリトナール (Tritonal) とは、トリニトロトルエン80%にアルミニウム粉20%を混合した混合爆薬である。
実用化された1945年以降、主に爆弾などの炸薬として使用されている。
- 爆速：6500m/秒(比重1.65)